# Unia Tarnów (speedway)
L'Unia Tarnów ŻSSA est un club polonais de speedway situé à Tarnów dans la voïvodie de Petite-Pologne en Pologne. L'équipe est surnommé : « Jaskółki » (les hirondelles). Le club évolue en Speedway Ekstraliga.

## Histoire

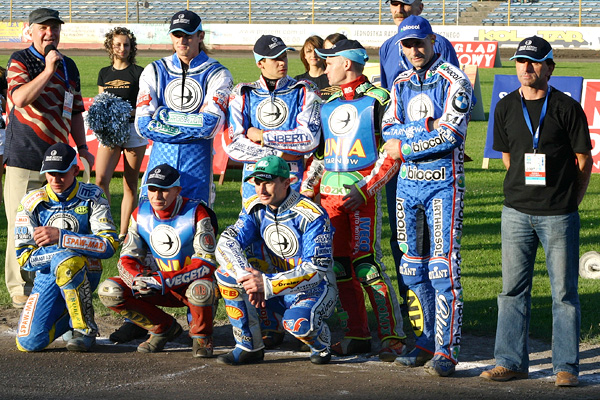
Unia Tarnów en 2007

Durant la période 1957-2001, les pilotes de speedway participent en tant que section du ZKS Unia Tarnów. Le plus grand succès de l'équipe est les médailles d'or du championnat polonais de speedway par équipe remporté en 2004 et 2005, et les titres individuels du championnat polonais de speedway en individuel : en 1967 par Zygmunt Pytko sur la piste du RKM Rybnik, en 2005 par Janusz Kołodziej et 2006 par Tomasz Gollob sur la piste de Tarnów et par Rune Holta en 2007 à Częstochowa. Dans la seconde moitié de la saison 2001, la section speedway fusionne avec celle du TŻ Cracovie et participe sous le nom de TŻ Cracovie-Unia Tarnów. L'équipe de promotion gagné à une ligue. Dès l'année suivante (2002) « les hirondelles » ont pris leur envole sous la bannière du TTŻ Unia Tarnów. En 2003, le sigle TTŻ (du nom de l’actionnaire) changea en ŻSSA.
L'Unia Tarnów ŻSSA est le premier club proprement dit de speedway en Pologne. En 2003, le club parvient à la division supérieure après 7 années de combats dans les ligues inférieures. Durant l'hiver 2003-2004 les frères Gollob (Tomasz et Jacek) et Tony Rickardsson, qui, en combinaison avec des compétiteurs plus jeunes et talentueux (Janusz Kołodziej et Marcin Rempała) et la deuxième ligne est basé sur l'apprentissage ce qui va aider à obtenir en 2004-2005 le championnat polonais de speedway par équipe. En 2005-2007, l'Unia Tarnów a pu présenter des compétiteurs sur la plus haute marche du podium de championnat polonais de speedway en individuel, respectivement : Janusz Kołodziej, Tomasz Gollob et Rune Holta.
Lors de la saison 2010, le club a organisé la finale du championnat d'Europe en individuel, remporté par Sebastian Ułamek.
En 2012, l'équipe se nomme le Tauron Azoty Tarnów.

## Stade
Le stade a une capacité de 16 000 places. Il a une puissance d'éclairage artificiel de 900 lux. Avant la saison 2005 des coussins gonflables sont installés (la décision de ce procédé est une première en Pologne), tandis que pendant la saison 2005 a été renouvelé l'éclairage artificiel. Avant la saison 2006, la piste a été redessinée pour donner la longueur de 392 m.

## Effectif actuel
- Président : Bogdan Gurgul
- Vice-président : Paweł Pawłowski
- Entraineur : Marian Wardzała
- École de speedway : Paweł Baran
- Manager : Paweł Baran
- Chef d'équipe : Bartłomiej Pabjan

### Senior
- Fredrik Lindgren
- Bjarne Pedersen
- Leon Madsen
- Sebastian Ułamek
- Krzysztof Kasprzak
- Marcin Rempała - prêté à Kolejarz Opole
- Martin Vaculík
- Szymon Kiełbasa - prêté à Kolejarz Rawicz

### Junior
- Jakub Jamróg
- Tadeusz Kostro
- Łukasz Lesiak
- Edward Mazur